# Городское поселение Малиновский
Городское поселе́ние Малиновский — муниципальное образование в Советском районе Ханты-Мансийского автономного округа Российской Федерации.
Административный центр — посёлок городского типа Малиновский.

## История
Статус и границы городского поселения установлены Законом Ханты-Мансийского автономного округа - Югры от 25 ноября 2004 года № 63-оз «О статусе и границах муниципальных образований Ханты-Мансийского автономного округа - Югры»

## Население
| 2010  | 2012  | 2013  | 2014  | 2015  | 2016  | 2017  |
| ----- | ----- | ----- | ----- | ----- | ----- | ----- |
| 3700  | ↘3608 | ↘3547 | ↘3496 | ↘3495 | ↘3420 | ↘3405 |
| 2018  | 2019  | 2020  | 2021  |       |       |       |
| ↘3350 | ↘3321 | ↘3269 | ↘2796 |       |       |       |

## Состав городского поселения
| № | Населённый пункт | Тип населённого пункта      | Население |
| - | ---------------- | --------------------------- | --------- |
| 1 | Малиновский      | пгт, административный центр | ↘2202     |
| 2 | Юбилейный        | посёлок                     | ↘594      |